# André Specht
André Specht (* 10. September 1972 in Lübeck) ist ein ehemaliger deutscher Politiker (CDU).

## Leben
Specht studierte Rechtswissenschaft an der Philipps-Universität Marburg und der Julius-Maximilians-Universität Würzburg. Er wurde Mitglied des Corps Hasso-Nassovia und des Corps Nassovia Würzburg. Seit 2000 ist er als Rechtsanwalt in Rostock tätig, seit 2006 als Fachanwalt für Miet- und Wohnungseigentumsrecht.  
Seit November 2009 war er Mitglied des Landtages von Mecklenburg-Vorpommern. Für die nach ihrer Wahl in den Deutschen Bundestag ausgeschiedene Abgeordnete Karin Strenz war er über die CDU-Landesliste nachgerückt. Das Direktmandat im Landtagswahlkreis Rostock III bei der Landtagswahl 2006 hatte er nicht gewinnen können. Er kandidierte nicht zur Landtagswahl in Mecklenburg-Vorpommern 2011 und schied nach der Wahl aus dem Landtag aus. Zur Jahresende 2011/12 trat er auch aus der CDU aus.